# Okultura
Wydawnictwo Okultura – polskie wydawnictwo książkowe, powstałe w roku 2001. Wydaje książki z zakresu historii okultyzmu, magii, a często także psychologii, filozofii, czy antropologii. Większość swoich publikacji sprzedaje za pośrednictwem własnej strony internetowej. 
Powstanie wydawnictwa poprzedziło utworzenie w ok. 1997 roku strony internetowej poświęconej tzw. myśli transgresyjnej. Ideą, która ma leżeć u podstaw działalności wydawnictwa jest właśnie próba prezentacji historii idei transgresyjnych, bez względu na ich pochodzenie, dlatego też dzieła klasycznych i współczesnych autorów pozycji na temat magii (np. Aleister Crowley, Israel Regardie, Austin Osman Spare, Phil Hine) przeplata z książkami autorstwa badaczy kultury, których idee nie pasowały do głównego nurtu zainteresowań zachodniej nauki, jak choćby kontrowersyjnych badaczy wpływu psychedelików na kulturę (Terence McKenna, Daniel Pinchbeck, Stanislav Grof). Istotną część dorobku wydawniczego Okultury stanowią także pozycje autorstwa Alejandro Jodorowsky’ego i Roberta Antona Wilsona.
Pierwszą książką wydaną przez wydawnictwo były Krótkie eseje o prawdzie Aleistera Crowleya.
W październiku 2011, Okultura wydała pierwszy numer swojego kwartalnika zatytułowanego Trans/wizje – pismo psychoaktywne. Czasopismo ma profil kulturalno-społeczny i poświęcone jest tematyce „myśli alternatywnej” i ideom transgresyjnym („przemianom ciała i umysłu przy pomocy narzędzi artystycznych, duchowych, naukowych i magicznych”). Premierze pisma towarzyszyła pierwsza edycja Festiwalu Trans/wizje, zorganizowanego 16 października 2011 w Centrum Sztuki Współczesnej Zamek Ujazdowski w Warszawie.